# Simca Vedette
Der Simca Vedette ist eine sechssitzige Limousine des französischen Automobilherstellers Simca. Nachdem Simca 1954 die französische Ford-Niederlassung Ford Société Anonyme France (Ford SAF) mit dem Automobilwerk Poissy bei Paris übernommen hatte, wurde der noch von Ford entwickelte Nachfolger des Ford Vedette bis 1961 gebaut. In einigen Exportmärkten wie den Niederlanden und Deutschland wurde der neue Vedette nach wie vor als Ford vermarktet.

## Technik
Der Achtzylinder-V-Motor des Typs „Aquilon“ mit 2351 cm³ Hubraum (Bohrung 66,06 mm, Hub 85,72 mm) stammte im Wesentlichen vom Vorgänger. Er war eine Konstruktion der 1930er Jahre mit dreifach gelagerter Kurbelwelle und stehenden Ventilen, die von einer zentralen Nockenwelle betätigt wurden. Die Auslasskanäle waren durch den Motorblock zwischen den Zylindern hindurchgeführt. Dies ergab eine hohe Kühllast. Der Motor leistete bis zu 84 PS (62 kW) bei 4800/min, das maximale Drehmoment war 152 Nm bei 2750/min. Das Gemisch bereitete ein Fallstromdoppelvergaser auf. Die Kraft wurde über ein teilsynchronisiertes Dreiganggetriebe und eine ungeteilte Kardanwelle auf die Hinterräder übertragen. Die starre Banjoachse wurde an Blattfedern geführt und hatte Teleskopstoßdämpfer. Die Vorderräder mit Rollenlenkung waren einzeln an MacPherson-Federbeinen mit Querlenkern und Stabilisator aufgehängt (von Simca „Stabimatic“ genannt). An allen Rädern gab es hydraulisch betätigte Trommelbremsen, hinten selbstzentrierend, vorn Duplexbremsen („Twinplex“). Die Karosserie war neu, selbsttragend und im Stil der Zeit mit Heckflossen gestaltet.

## Modellgeschichte
Anfangs wurde der Simca Vedette in folgenden Ausstattungsreihen produziert:
- Trianon – einfache Ausstattung
- Versailles – mittlere Ausstattung[2]
- Régence – gehobene Ausstattung
- Marly – Kombi

Oft werden die Vedettes statt der offiziellen Bezeichnung  Simca Vedette Trianon, Simca Vedette Versailles, Simca Vedette Régence und Simca Vedette Marly nur als  Simca Trianon, Simca Versailles, Simca Régence und Simca Marly bezeichnet.
1957 wurde der Vedette überarbeitet. Er erhielt größere Heckflossen und weiter auskragende Scheinwerferumrandungen, die Motorleistung wurde leicht erhöht auf 84 PS (62 kW). Der Wagen wurde auch in die USA exportiert und dort als Chrysler vertrieben.
Es gab nun die Ausstattungsreihen, die wiederum zu verkürzten Bezeichnungen führten:
- Beaulieu – mittlere Ausstattung, Nachfolger des Versailles
- Chambord – gehobene Ausstattung, Nachfolger des Régence
- Présidence – Luxusversion mit verlängertem Radstand
- Marly

Die alte Karosserie wurde mit einfacher Ausstattung und dem 1,3-Liter-Motor der Aronde weitergebaut und als Simca Ariane verkauft. Ab Oktober 1957 gab es die Ariane als Ariane 8 auch mit dem V-8-Motor.
Im Laufe der sieben Produktionsjahre unter Simca wurden 166.985 Vedettes hergestellt. Auf die einzelnen Jahre verteilt sich die Produktion wie folgt:
- 1955: 42.439
- 1956: 44.836
- 1957: 17.875
- 1958: 28.142
- 1959: 15.966
- 1960: 13.914
- 1961: 3.813

Am 9. Februar 1961 verließ der letzte in Frankreich gebaute Vedette das Werk in Poissy.

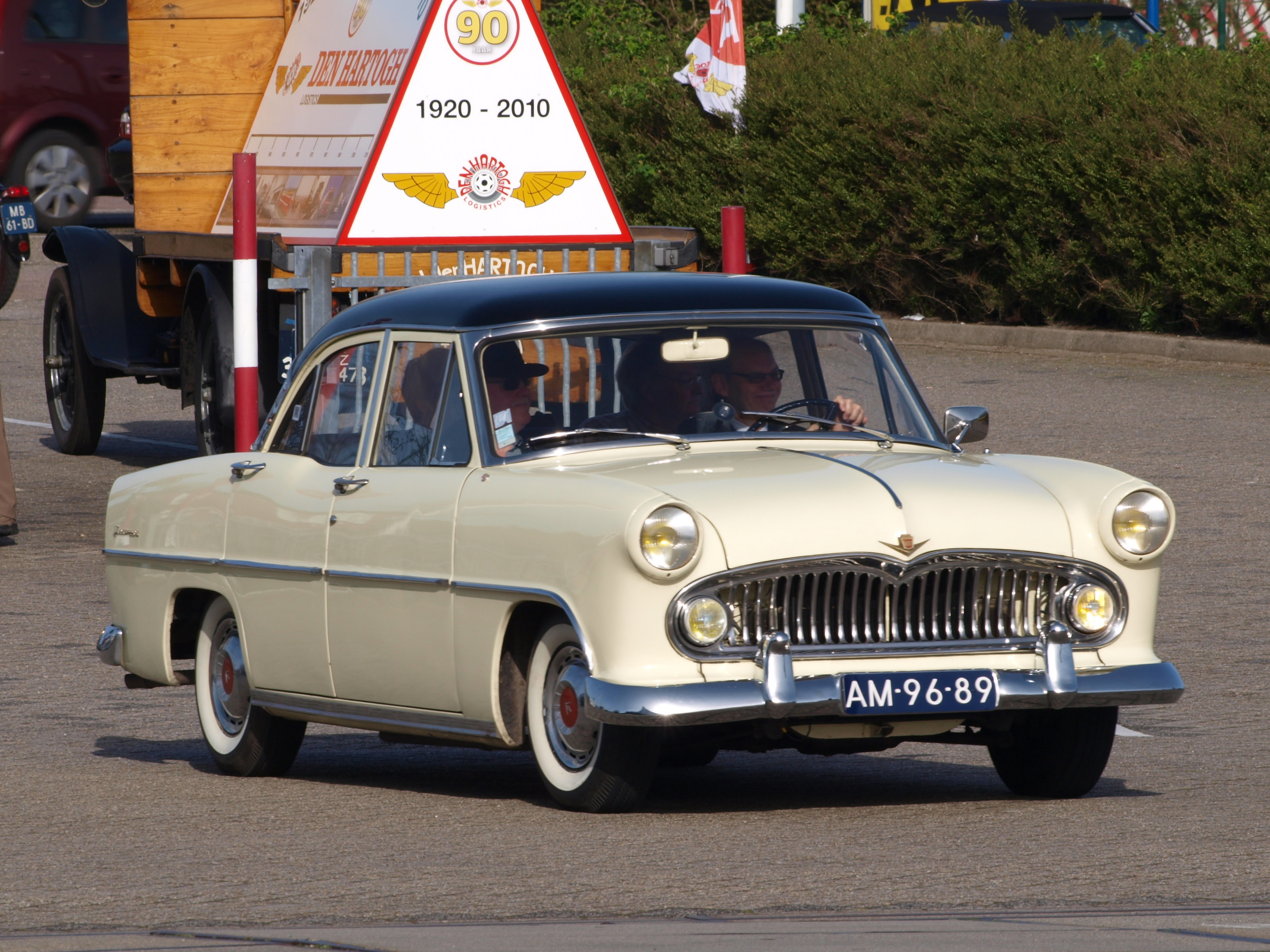
Simca Versailles 1956
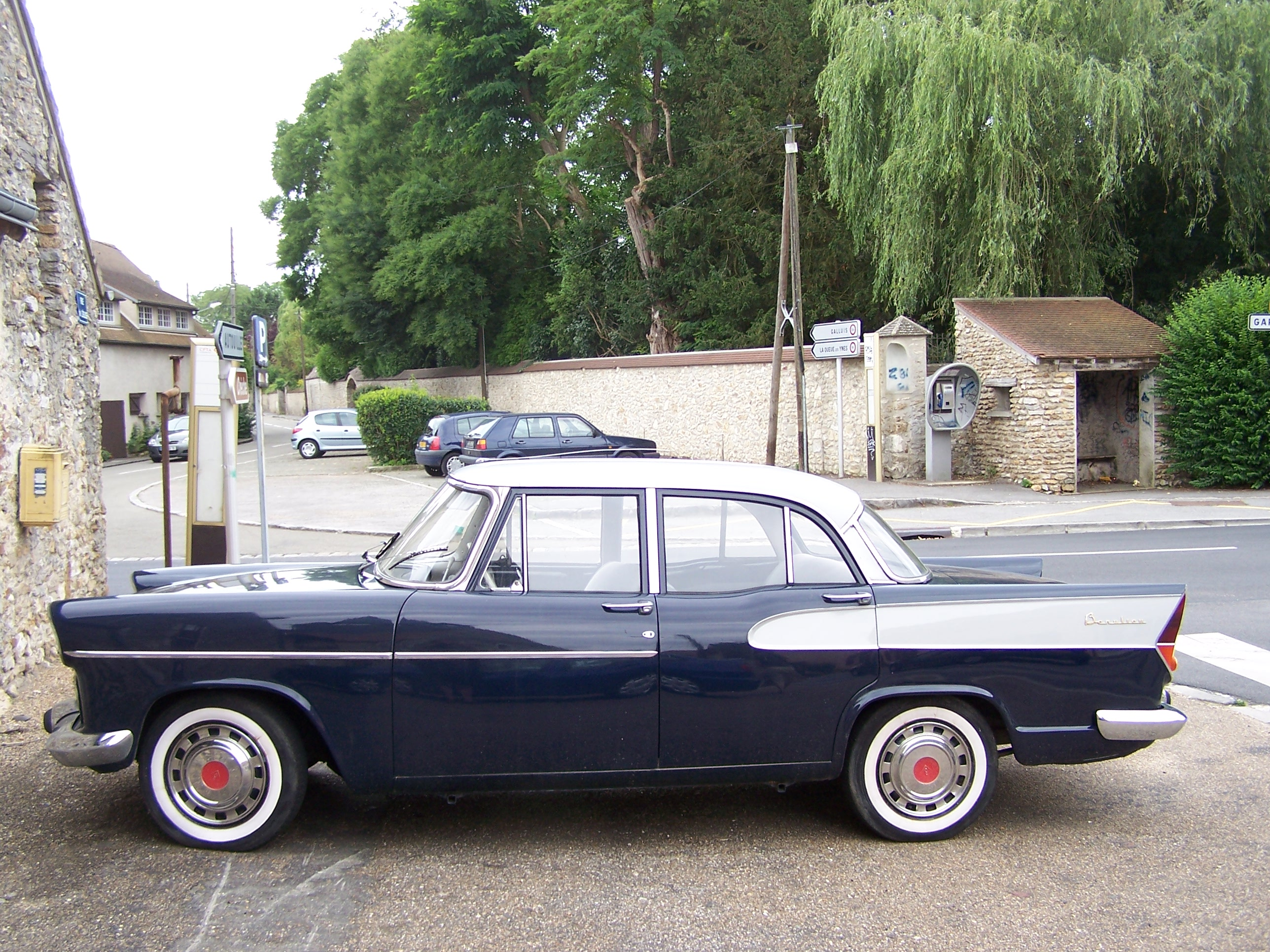
Simca Vedette Beaulieu
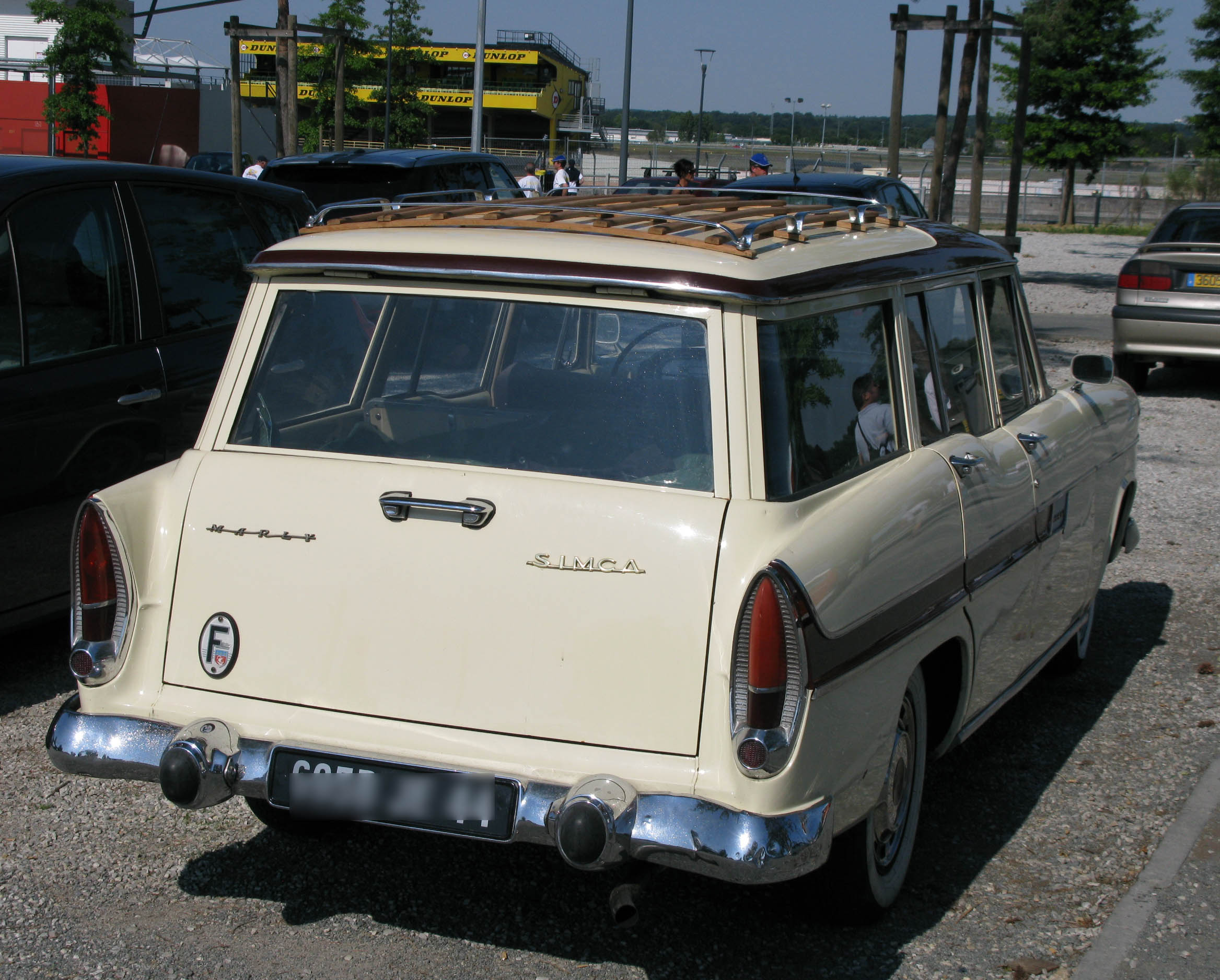
Simca Vedette Marly
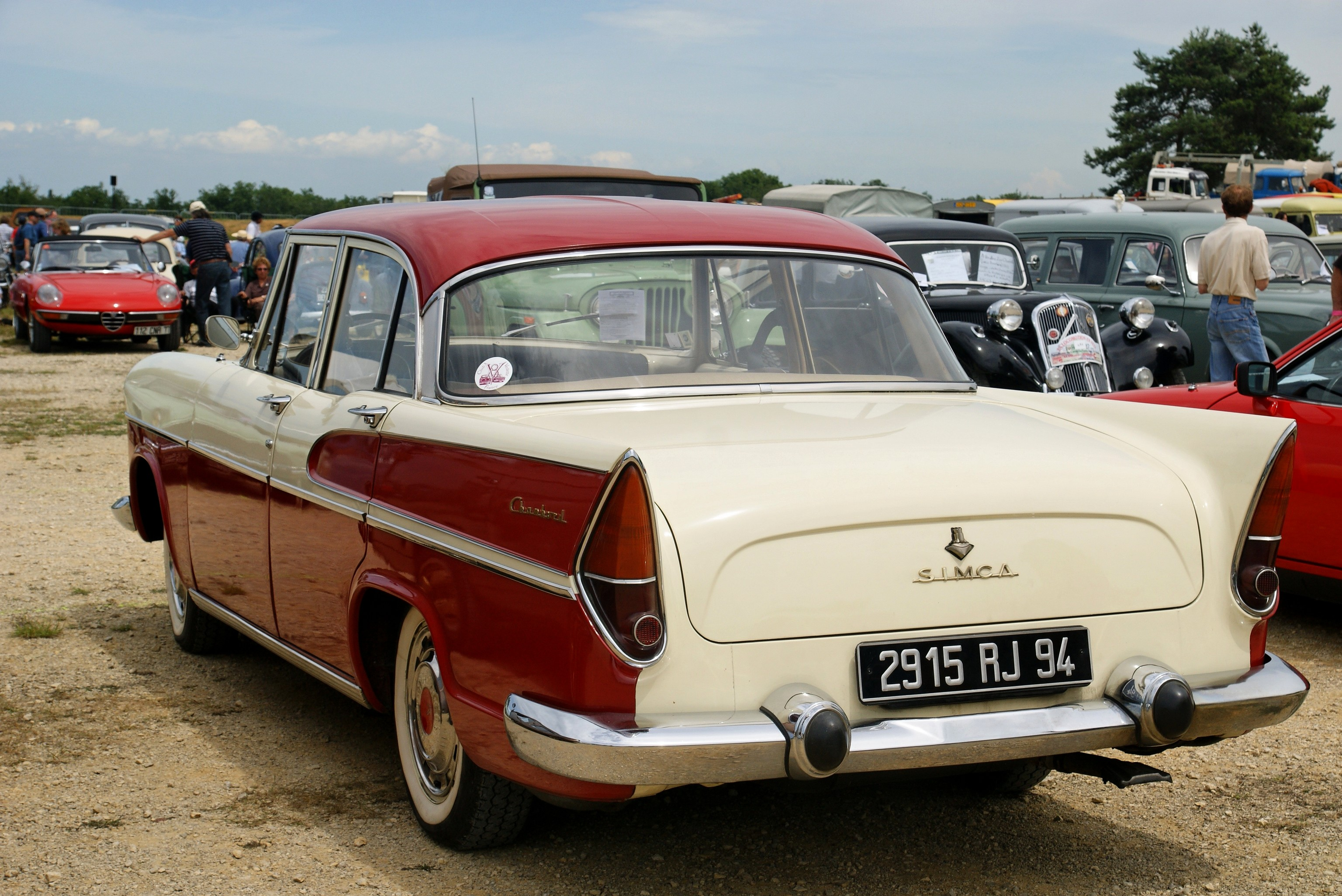
Simca Vedette Chambord (Heck)
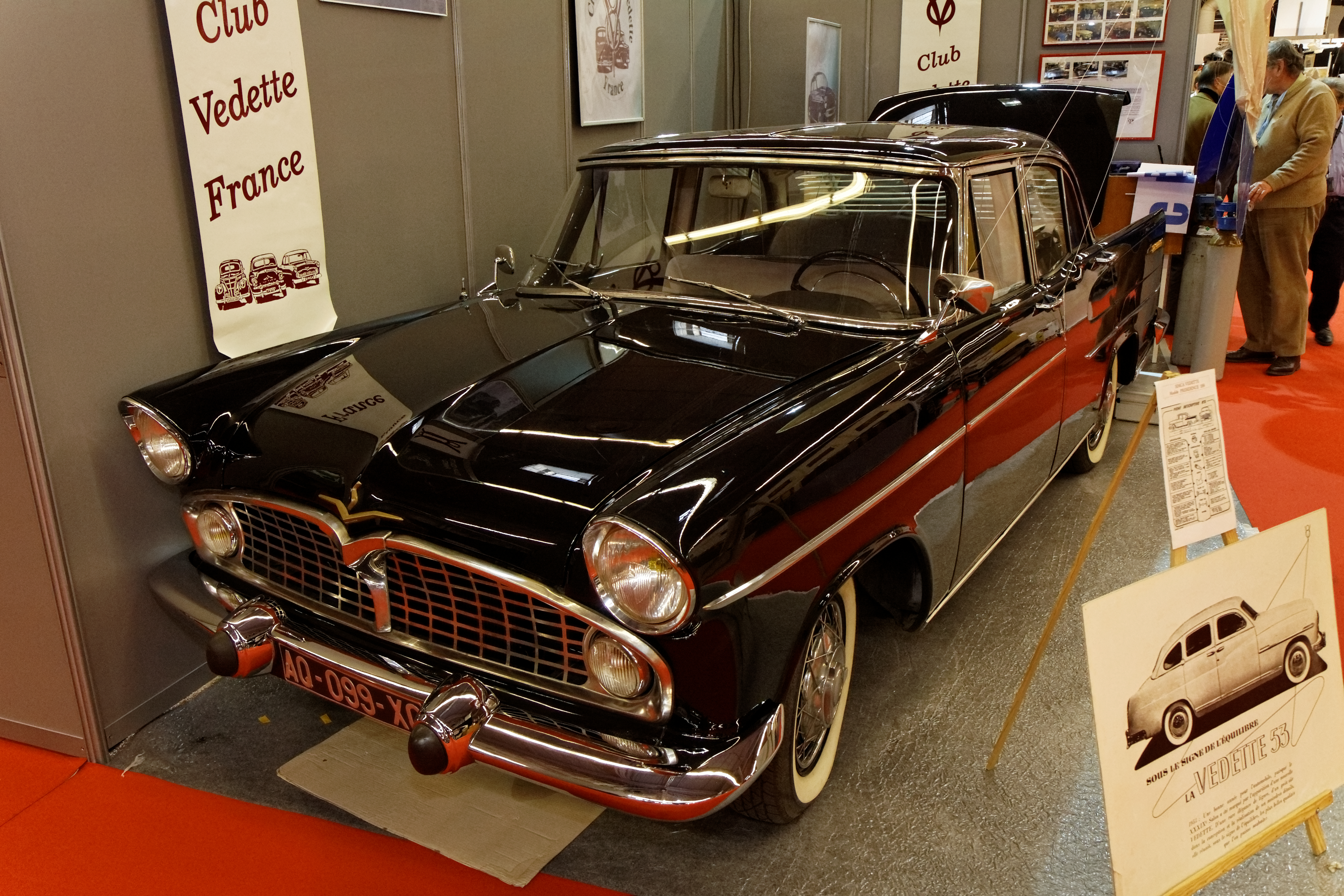
Simca Vedette Présidence

## Verlagerung nach Brasilien
1961 verlagerte Simca die Produktion der Vedette nach Belo Horizonte in Brasilien. Dort liefen noch bis 1969 Vedettes mit stärkeren Motoren (zuletzt als Chrysler Esplanada mit modernisierten Karosserien) vom Band. In Australien baute Chrysler den Vedette zwischen 1958 und 1962.
Der Simca Vedette diente als Vorbild für die chinesische Limousine Dongfeng CA71.